# NS 3850
De serie NS 3851-3855 was een serie locomotieven die kort na de Tweede Wereldoorlog dienst gedaan hebben bij de Nederlandse Spoorwegen. Het waren van oorsprong Duitse locomotieven.

## Geschiedenis
Als opvolger van de P6 werd door Robert Hermann Garbe de Pruisische P8 ontwikkeld. De locomotief werd gebouwd door de Berliner Machinenbau AG en was bestemd voor de Königlich Preußische Staatseisenbahnen (K.P.St.E.). De eerste locomotieven vertoonden aanvankelijk nog wat zwakke punten, zoals zwak gedimensioneerde drijfstangen en een kolentender die ervoor zorgde dat de locomotief achterwaarts niet harder dan 45 km/h kon rijden. Door de jaren heen werden dan ook diverse aanpassingen aan de P8 doorgevoerd zoals door de DB die een andere tender (wannentender) voor de P8 inzetten, waarmee de rijeigenschappen van de locomotief achterwaarts, enorm verbeterde en nu een achterwaartse snelheid van 85 km/h behaalde (de Nederlandse exemplaren hadden geen wannentenders).

## Dienst bij de NS
Er kwamen er in 1945 bij de NS vijf stuks in dienst omdat veel Nederlandse locomotieven door de Duitsers meegenomen of vernield waren in de Tweede Wereldoorlog. Ze werden ingedeeld in de serie NS 3850. Ze werden opgenomen onder de nummers 3851-3855.
Alle machines werden al in 1947 terug gezonden naar Duitsland.
| DRB nummer | NS nummer | Fabrikant                                 |
| ---------- | --------- | ----------------------------------------- |
| 38-3733    | 3851      | Humboldt Mechanical Engineering Institute |
| 38-3553    | 3852      | Humboldt Mechanical Engineering Institute |
| 38-1856    | 3853      | Linke-Hofmann-Werke                       |
| 38-2527    | 3854      | Henschel & Son                            |
| 38-2776    | 3855      | Berliner Maschinenbau AG (Schwartzkopff)  |

## Afbeeldingen

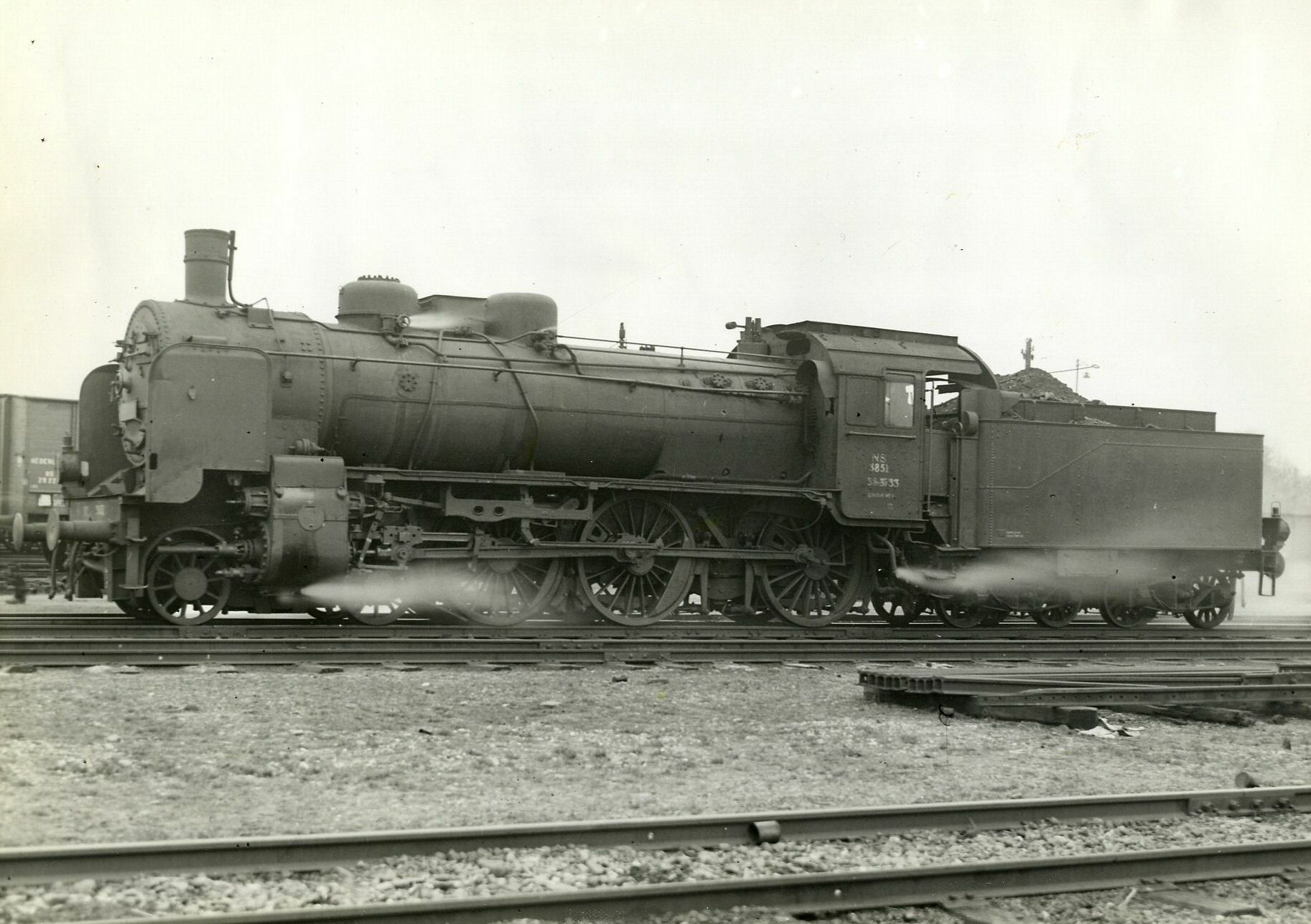
Stoomlocomotief nr. 3851 van de N.S., afkomstig van de D.R.B. te Eindhoven
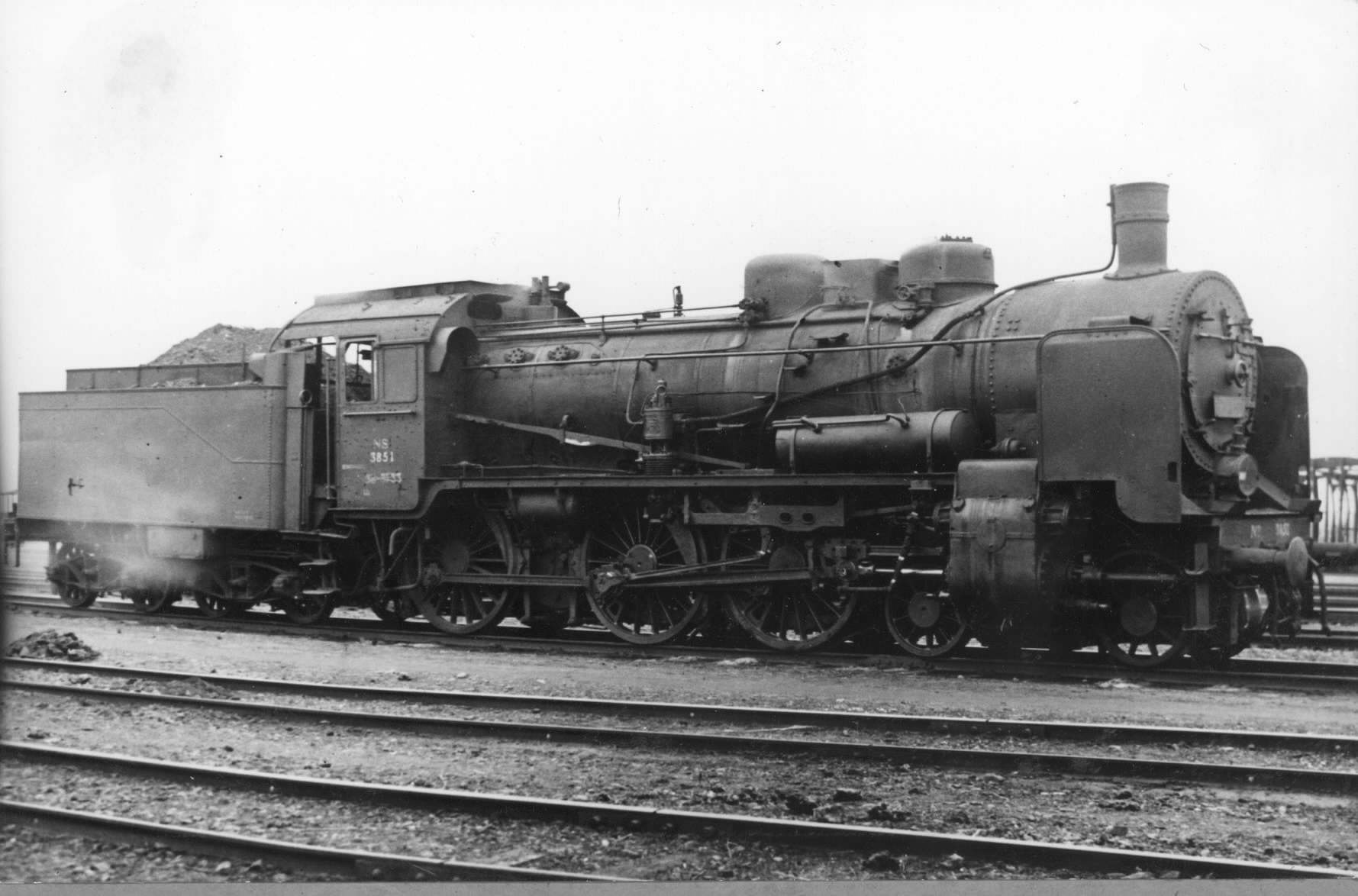
Stoomlocomotief nr. 3851 van de N.S. afkomstig van de D.R.B. (oorspronkelijk nummer 38 3733) te Hengelo (1946)
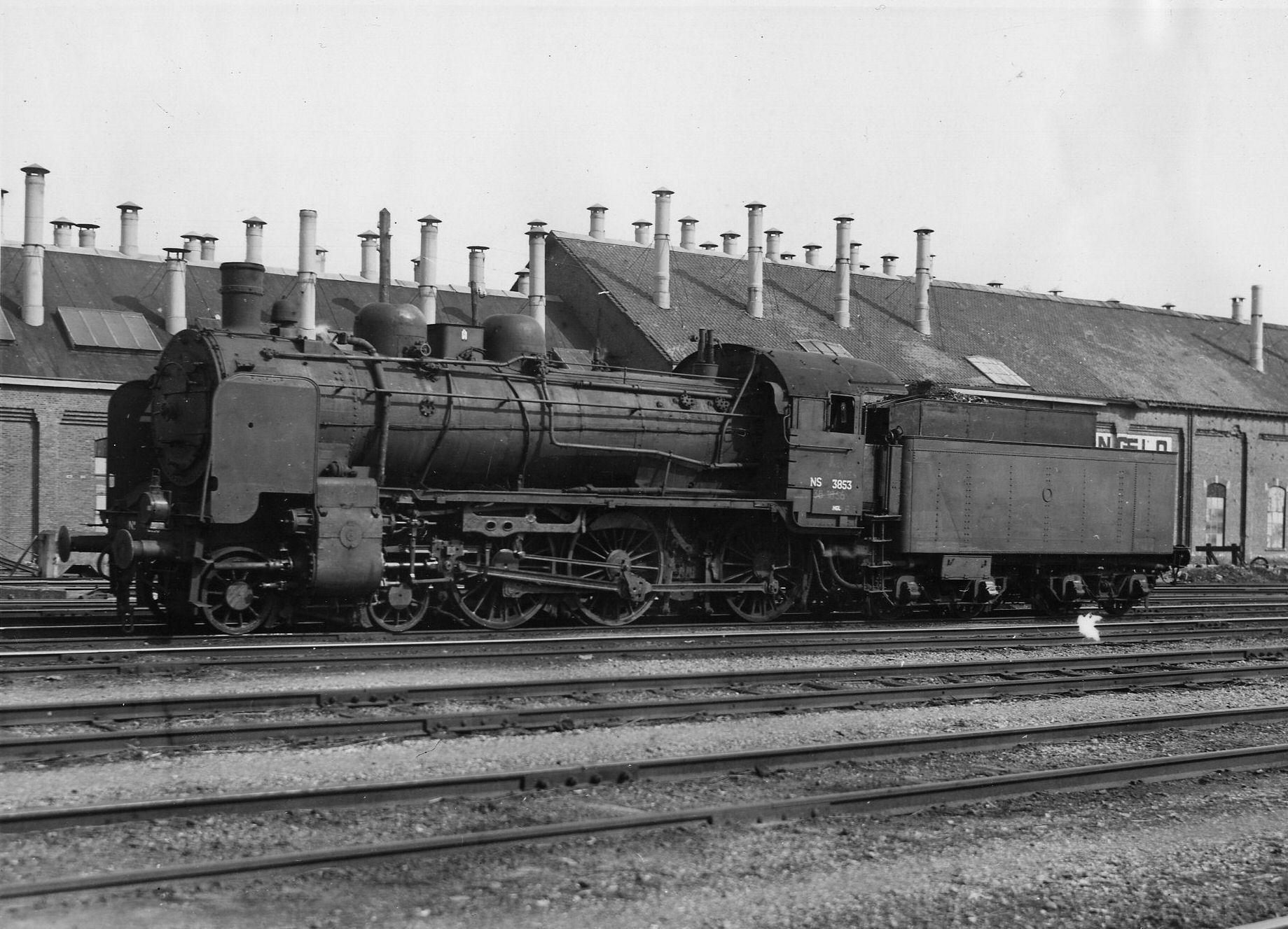
Stoomlocomotief nr. 3853 van de N.S., afkomstig van de D.R.B. (oorspronkelijk nummer 38 1856) te Hengelo (1946)